# Hessisches Finanzgericht

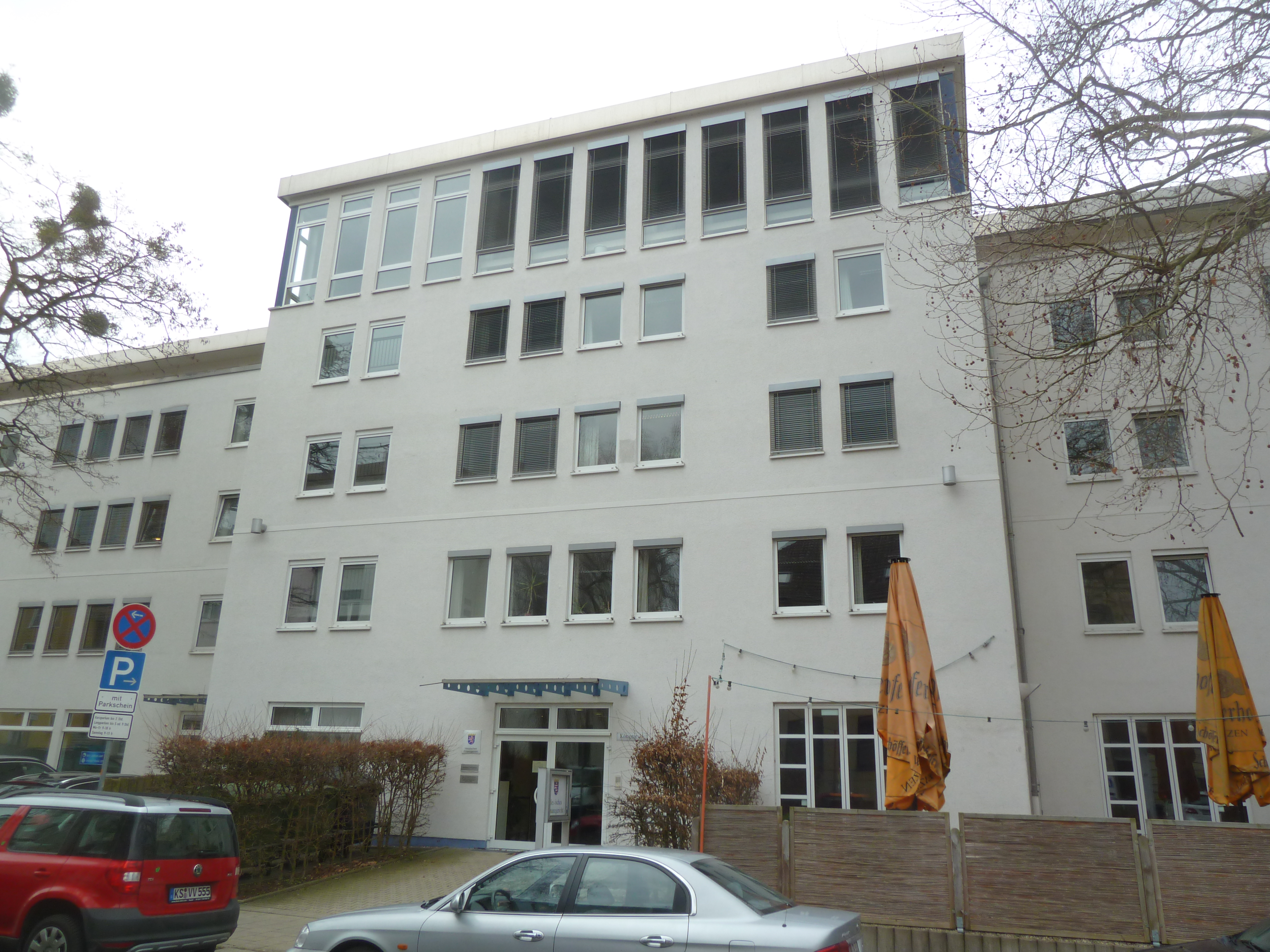
Sitz des Hessischen Finanzgerichts (2014)

Das Hessische Finanzgericht ist ein Gericht der Finanzgerichtsbarkeit und das einzige Finanzgericht des Landes Hessen.

## Gerichtssitz und -bezirk
Das Hessische Finanzgericht (FG) hat seinen Sitz in Kassel. Der Gerichtsbezirk umfasst das Gebiet des gesamten Bundeslandes mit rund sechs Millionen Einwohnern.

## Gebäude
Das Gericht ist im Gebäude Königstor 35 untergebracht.

## Geschichte
Das Hessische FG erhielt seine Rechtsgrundlage mit dem Hessischen Ausführungsgesetz zur Finanzgerichtsordnung vom 17. Dezember 1965 (GVBl. I S. 347).

## Leitung
- 1948–1952: Paul Jahn
- 1954:  Wolff
- 1958/1959: Schwetz, * 1. April 1897
- 1960/1961: Wilhelm Langhaeuser, * 26. Juni 1900
- Ab 1. November 1971: Wolfgang Kraft, * 25. Januar 1924
- Ab 13. Februar 1989: Wolfgang Pott, * 16. Mai 1929
- Ab 30. Juni 1994: Wolfgang Hering, * 25. Januar 1934
- Seit 2018: Dieter Merle.[1]

## Organisation
Das Gericht besteht aus 12 Senaten und hatte im Jahr 2015 39 Planstellen für Berufsrichter (Geschäftsbericht 2015), die Senate sind für allgemeine Angelegenheiten jeweils für bestimmte zugewiesene Regionen Hessens zuständig, zusätzlich haben einige Senate überörtliche Spezialisierungen.

## Instanzenzug
Da die Finanzgerichtsbarkeit zweistufig aufgebaut ist, ist das Hessische Finanzgericht gemäß § 2 FGO sowohl ein oberes Landesgericht als auch Eingangsgericht in erster Instanz. Ihm übergeordnet ist der Bundesfinanzhof in München.